# 坎布里亞拉斯峰
46°47′22″N 8°51′07″E / 46.78944°N 8.85194°E
坎布里亞拉斯峰（Piz Cambrialas），是瑞士的山峰，位於該國中部，由格勞賓登州負責管轄，屬於格拉魯斯山的一部分，海拔高度3,208米，每年平均降雨量2,385毫米。